# دی جی چمپرنون

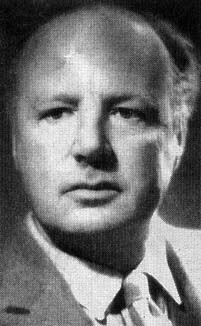
دی جی چمپرنون

دیوید گاون چمپرنون (به انگلیسی: David Gawen Champernowne)، (زاده۱۹ ژوئیه ۱۹۱۲ –درگذشته ۱۹ اوت ۲۰۰۰) یک اقتصاددان و ریاضیدان انگلیسی بود.
پس از کار علمی در کمبریج و دانشکده اقتصاد لندن او در مدرسه اقتصاد لندن و دانشگاه کمبریج مشغول بکار شد. در طول جنگ جهانی دوم او ابتدا در بخش آمار دفتر نخست وزیر بریتانی وینستون چرچیل کار می‌کرد. سپس در سال ۱۹۴۱ او به سمت مدیر برنامه در وزارت تولید هواپیما منصوب شد.
او استاد آمار اقتصادی در دانشگاه آکسفورد (۱۹۴۸–۱۹۵۹) و استاد اقتصاد و آمار در دانشگاه کمبریج (۱۹۷۰–۲۰۰۰). بود
او در سال ۱۹۳۳ در حالی که هنوز دانشجوی مقطع کارشناسی در کمبریج. بود ثابت چمپرنون را منتشر کرد. او به کمک دوستش آلن تورینگ در سال ۱۹۴۸ یکی از اولین شطرنج-بازی‌های کامپیوتری. دنیا را ساخت. مشهورترین کتاب او که با این کتاب شناخته می‌شود، نابرابری اقتصادی و توزیع درآمد (انتشارات دانشگاه کمبریج) منتشر شده در سال ۱۹۹۸ است.
قبر او در کلیسای جدید در Dartington در دوون است و توسط خانواده اش در ۱۸۷۰ به جای یک کلیسای قدیمی ساخته شد.